# Calvario

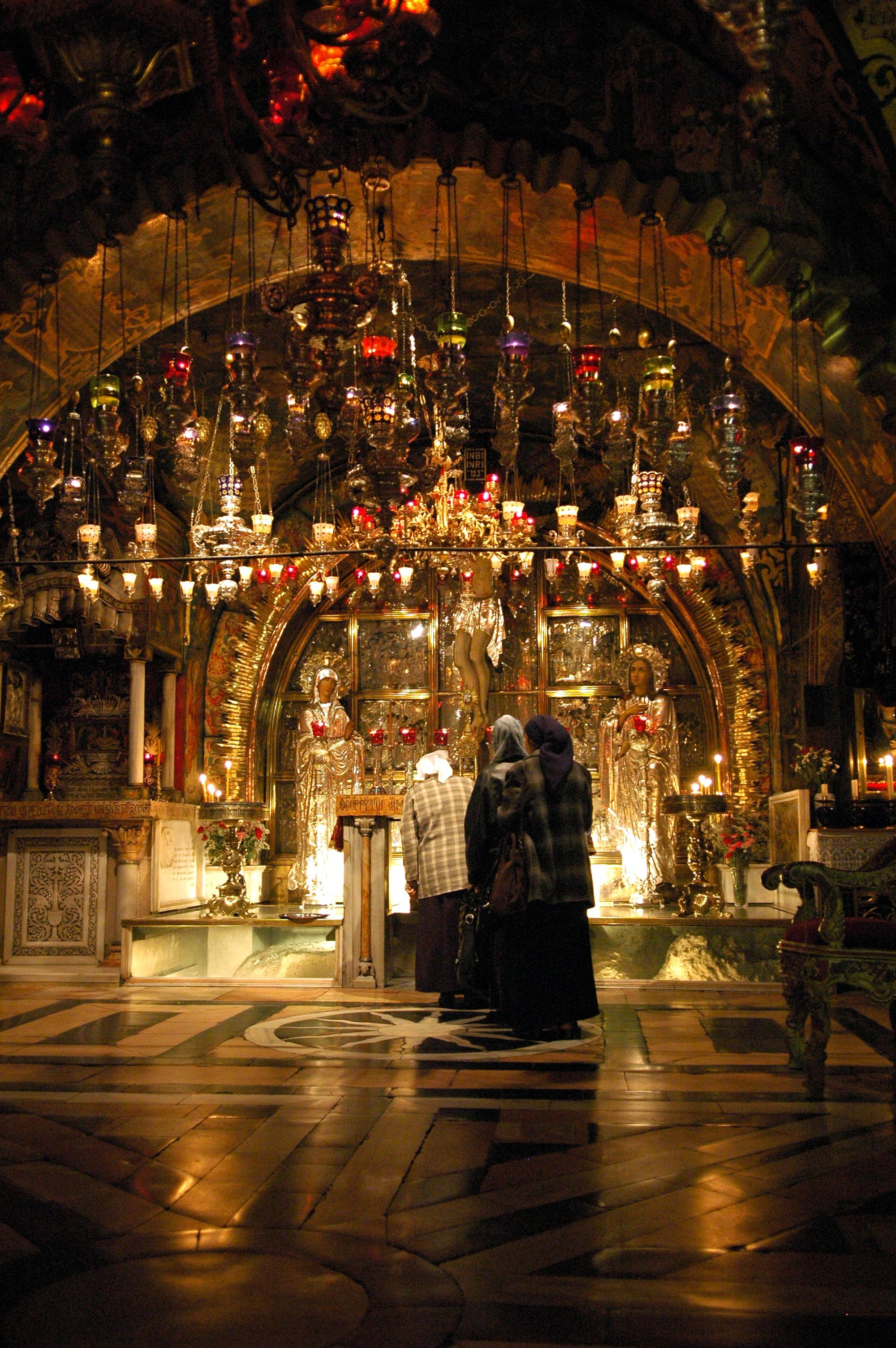
Lugar tradicional del Gólgota en el interior de la iglesia del Santo Sepulcro.

El Calvario, también conocido como el Gólgota, fue un sitio que se encontraba cerca del exterior de las murallas de Jerusalén. En este lugar, según los Evangelios, fue crucificado Jesús de Nazaret. El término «Gólgota» o «Gólgotha» proviene del griego Γολγοθᾶ, posteriormente escrito como Γολγοθᾶς, que es la transliteración griega de un término arameo que pudiera ser Gûlgaltâ.
En el texto griego de Mateo, Marcos y Juan se da su traducción como Κρανίου Τόπος (Kraníou Tópos), 'lugar de la calavera', vertido al latín como Calvariæ Locus, de donde deriva la palabra española «Calvario». En el Evangelio de Lucas se lo denomina simplemente Lugar de la Calavera.
En algunos idiomas, incluido el español, debido a que el lugar es históricamente asociado a estos eventos bíblicos de sufrimiento y muerte, la expresión «vivir un calvario» se refiere a un momento en la vida de una persona sumamente difícil, tenso o preocupante.

## Etimología
El apelativo "lugar de la calavera" en arameo es  ܓܓܘܠܬܐ (gagûltâ). La etimología está basada en la raíz hebrea גלל g-l-l, de la que se deriva la palabra hebrea calavera, גֻּלְגֹּלֶת (gulgōleṯ). Se han dado algunas explicaciones alternativas. Se ha sugerido que el nombre arameo fuese: gol goatha, que significa "monte de ejecución", y que su localización correspondiera al barrio de Goat (גֹּעָֽתָה, gō‘āṯāh) mencionado en un pasaje del Libro de Jeremías (31:39) que describe la geografía de Jerusalén. Una explicación alternativa es que el lugar fuese un sitio para ejecuciones públicas, y que el nombre hiciera referencia a los cráneos abandonados que podían encontrarse ahí, o que estuviera situado cerca de un cementerio y que el nombre hiciera referencia a los huesos que estaban enterrados ahí. También se sugiere que la orografía del lugar tenía la forma de una calavera y que recibió ese nombre por esa razón.

## Relación con Adán

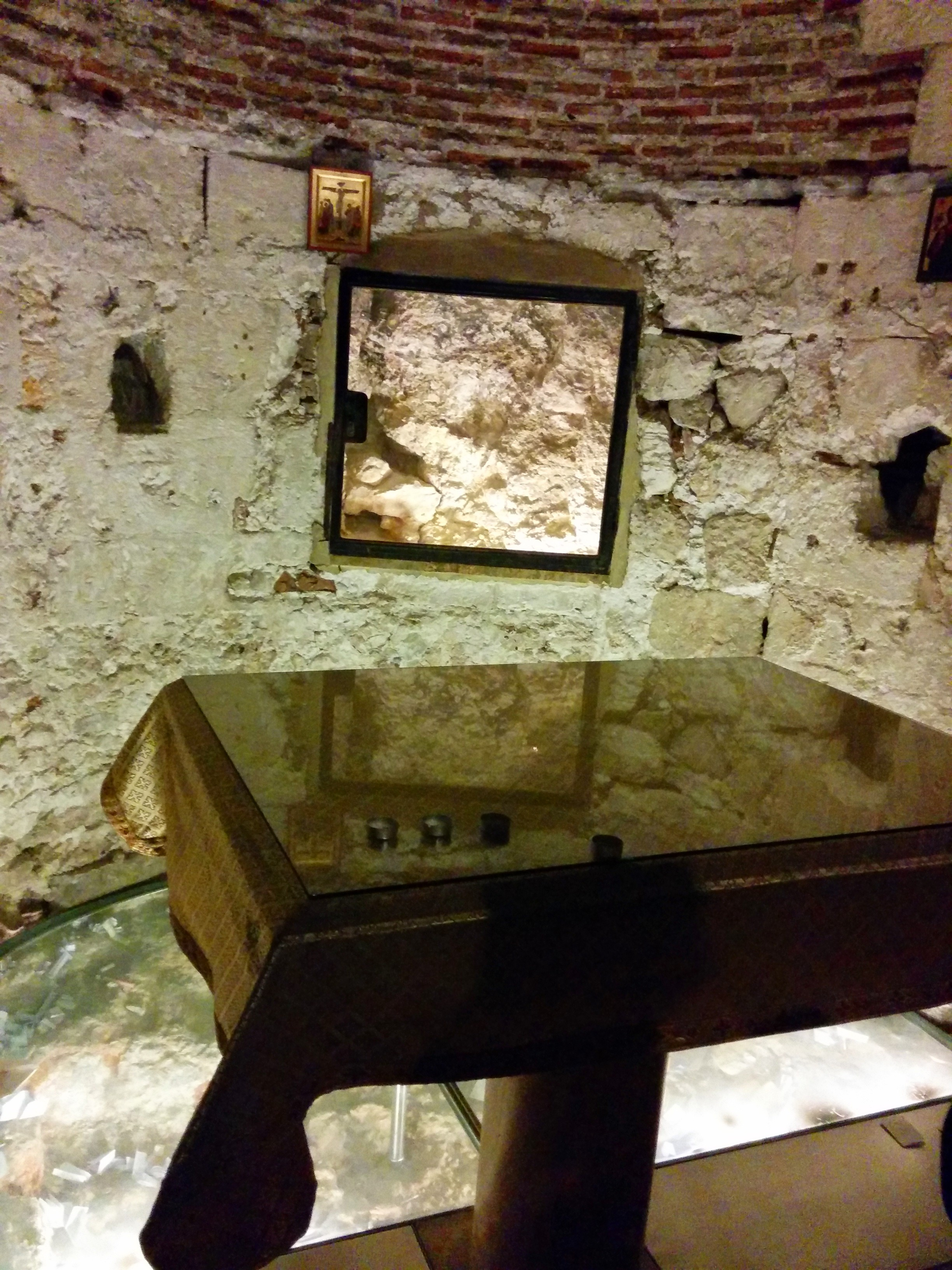
Capilla de Adán.

En el interior del monte Calvario hay una capilla dedicada a Adán. Según una tradición cristiana en el monte Calvario se encontraban los restos de Adán. Esta tradición fue recogida en textos apócrifos como la Cueva de los Tesoros y El combate de Adán o Libro de la penitencia. Según este último texto, Adán y Eva se refugiaron en una cueva bajo el monte Calvario cuando fueron expulsados del Edén. Posteriormente Adán llevó a este sitio ofrendas de oro, incienso y mirra a Dios para ser salvado tras su muerte y, finalmente, Eva y Set enterraron aquí el cuerpo de Adán tras su fallecimiento. Luego, antes del Diluvio Universal, el cuerpo de Adán habría sido llevado por Noé a su arca. Tras esto, el hijo de Noé, Sem, habría ido con Melquisedec a enterrar los restos de Adán por segunda vez en el Calvario, que les fue señalado por un ángel y que era el "centro de la tierra". Tras esto, Sem le habría dicho a Melquisedec:

Se tú el sacerdote del Dios Altísimo, porque Dios te ha elegido sólo a ti para que sirvas ante él puramente en este lugar [...] No tomarás mujer, no te cortarás el pelo, la sangre nunca se derramará en este lugar y aquí no ofrecerás fieras ni aves, sino que ofrecerás pan y vino

Orígenes, en el siglo III d. C., dice que según la tradición Jesús fue crucificado en el mismo sitio donde fue enterrado Adán.
Por esta razón, es frecuente que debajo de las representaciones de Cristo Crucificado haya una calavera, como si fuese la de Adán.

## Localización tradicional

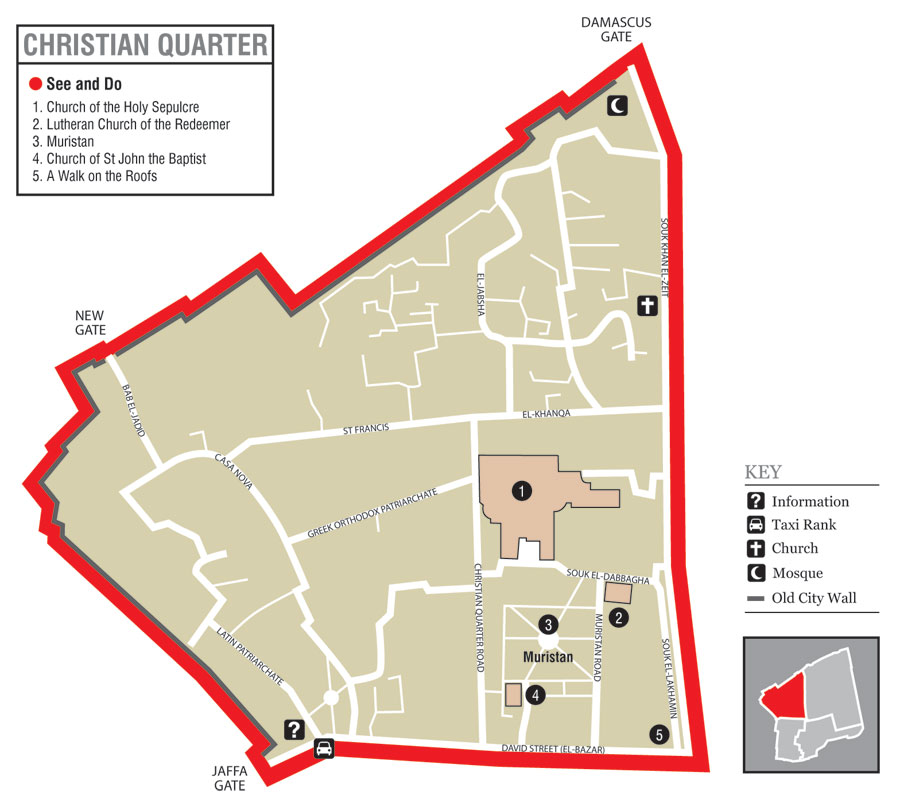
El Santo Sepulcro (1) en el barrio cristiano de Jerusalén.

La ubicación tradicional del Gólgota deriva de la identificación por Helena, la madre de Constantino I, en el año 325. A unos pocos metros identificó Helena la localización de la tumba de Jesús y dijo haber descubierto la verdadera cruz. Su hijo, Constantino, construyó la iglesia del Santo Sepulcro en ese entorno. En el año 333, un autor con el seudónimo de Peregrino de Burdeos escribió en la obra Itinerarium Burdigalense:

A la izquierda está la pequeña colina del Gólgotha, donde el Señor fue crucificado. A un tiro de piedra de ahí hay una bóveda [cripta] donde yació su cuerpo, y donde se levantó al tercer día. Ahí, por mandato del emperador Constantino, se ha construido en la actualidad una basílica, es decir, una iglesia de maravillosa belleza.

En la tesis doctoral de Nazénie Garibian de Vartavan, publicada con el título La Jérusalem Nouvelle et les premiers sanctuaires chrétiens de l’Arménie. Méthode pour l’étude de l’église comme temple de Dieu, dice que el Gólgota se encontraba en la pared vertical del altar de la basílica de Constantino y lejos de la tradicional roca del monte. Los planos publicados en el libro indican la situación del Gólgota con un margen de error de menos de dos metros, por debajo del pasaje circular situado a un metro de donde se dice que se recuperó la ropa ensangrentada de Jesús y justo antes de las escaleras que llevan a la capilla de Santa Helena (dedicada a la madre de Constantino), que también es conocida como capilla de San Vartán.

## Templo de Afrodita
Antes de la identificación de Helena, en el lugar había un templo a Afrodita. La construcción de Constantino abarcó casi todo el antiguo recinto del templo. La "Rotonda" y el claustro (que fue reemplazado en el siglo XII por el actual Catolicón y la Capilla del Calvario) están prácticamente solapados con el antiguo templo. La basílica que Constantino mandó levantar sobre el resto del recinto fue destruida en el siglo XI y no ha sido reemplazada. La tradición cristiana dice que ese lugar fue originalmente un sitio de veneración cristiana, pero que Adriano enterró a propósito los lugares cristianos y erigió ese templo encima, dando cuenta de su desprecio hacia el cristianismo.
Hay evidencias de que en torno a 160, unos 30 años después de que se construyese el templo de Adriano, los cristianos ya lo asociaban con el lugar del Gólgota; Melitón de Sardes, un obispo del siglo II influyente en la región, describió su localización "en mitad de la calle, en medio de la ciudad", lo que marca la posición del templo de Adriano a mediados del siglo II. Se construyó una típica ciudad romana de acuerdo con un plan hipodámico: una vía de norte a sur, la Cardo (que hoy es la the Suq Khan-ez-Zeit), y una avenida de este a oeste, el Decumano (que hoy es la Vía Dolorosa). El foro solía situarse en la intersección de estas dos vías, con los principales templos adyacentes. Sin embargo, debido al obstáculo que suponía el Monte del Templo y por el campamento de la Décima Legión de la Colina Occidental, la ciudad de Adriano tenía dos cardos, dos decumanos, dos foros y varios templos. El Foro Occidental (hoy Muristán) se halla en la encrucijada entre el cardo oeste y lo que hoy es la calle El-Bazar/David, con el Templo de Afrodita adyacente, en la intersección entre el Cardo Occidental y la Vía Dolorosa. El Foro Norte estaba al norte del Monte del Templo, en la unión entre la Vía Dolorosa y el Cardo Oriental, cerca del templo de Júpiter Capitolino construido intencionadamente sobre el Monte del Templo. Otro conocido sitio sagrado que Adriano convirtió en un templo pagano fue la Piscina de Bethesda, a la que seguramente se refería el capítulo cinco del Evangelio de Juan (Juan 5:1-18) donde se construyeron los templos de Asclepio y Serapis.
Aunque el posicionamiento del Templo de Afrodita podría no haber sido intencionado, sino un resultado del diseño de la colonia romana, Adriano es conocido por haber construido templos paganos encima de lugares sagrados en Jerusalén y en otros lugares como parte de la política de romanización.
Excavaciones arqueológicas debajo de la Iglesia del Santo Sepulcro han revelado grafitis de peregrinos de tiempos en los que todavía estaba el Templo de Afrodita, de un barco, un símbolo paleocristiano muy común, y la frase "Dominus Ivimus", que significa, "Señor, nosotros vinimos", lo que apoya la afirmación de Melitón de Sardes de que los primeros cristianos decían que el Gólgota estaba en medio de la ciudad de Adriano en lugar de fuera.

## Localización en relación con las murallas de la ciudad
El Nuevo Testamento describe el lugar de la crucifixión, el Gólgota, como "cercano a la ciudad" (Juan 19:20) y "fuera de las murallas de la ciudad" (Hebreos 13:12). La localización tradicional está en el centro de la ciudad de Adriano, así como en el interior del perímetro de las antiguas murallas de Jerusalén; por lo tanto hay alguna incertidumbre sobre la legimitidad de la identificación tradicional de ese terreno. Algunos defensores de esta tradición han respondido que el perímetro de las murallas era mucho más pequeño en los tiempos de Jesús y que el Calvario estaba fuera de esas murallas; pero consta que Herodes Agripa (41-44) extendió la muralla de la ciudad hacia el norte, y también se cree que se extendieron las murallas hacia el oeste. En 2004, el profesor sir Henry Chadwick (que fue decano de Iglesia Cristiana en Oxford) argumentó que, cuando los constructores de Adriano hicieron la replanificación en la antigua ciudad, "de paso confirmaron al Gólgota dentro de los nuevos muros".
Algunos protestantes lo sitúan en otro lugar, ya que una muralla implicaría la existencia de un foso defensivo fuera de ella, por lo que la muralla primitiva no podría haber estado adyacente al Calvario, y además la presencia del Monte del Templo habría dejado poco espacio dentro de los muros para el resto de la ciudad, especialmente si se tiene en cuenta que el Calvario estaría fuera de los muros. Básicamente, si el emplazamiento tradicional hubiera estado detrás de la muralla, la ciudad habría estado limitada en la parte baja del Valle del Tiropeón, en vez de incluir la ventaja defensiva de la Colina Occidental. Como estas consideraciones geográficas implican que no ha de incluirse la Colina Occidental dentro de las murallas y haría a la ciudad más propensa a ataques, algunos académicos del Fondo para la Exploración de Palestina de finales del siglo XIX consideraron improbable que se hubiera construido una muralla en el valle que dejara fuera la Colina Occidental. No obstante, en 2007 Dan Bahat, el antiguo Arqueólogo de la Ciudad de Jerusalén y profesor de Estudios de la Tierra de Israel en la Universidad de Bar-Ilan, dijo que se habían encontrado seis tumbas del siglo I en el área de la iglesia del Santo Sepulcro. Esto significa que "el lugar estaba fuera de la ciudad, sin ninguna duda", poniendo en duda las hipótesis de la "debilidad estratégica" y del "foso defensivo".

## Superficie rocosa

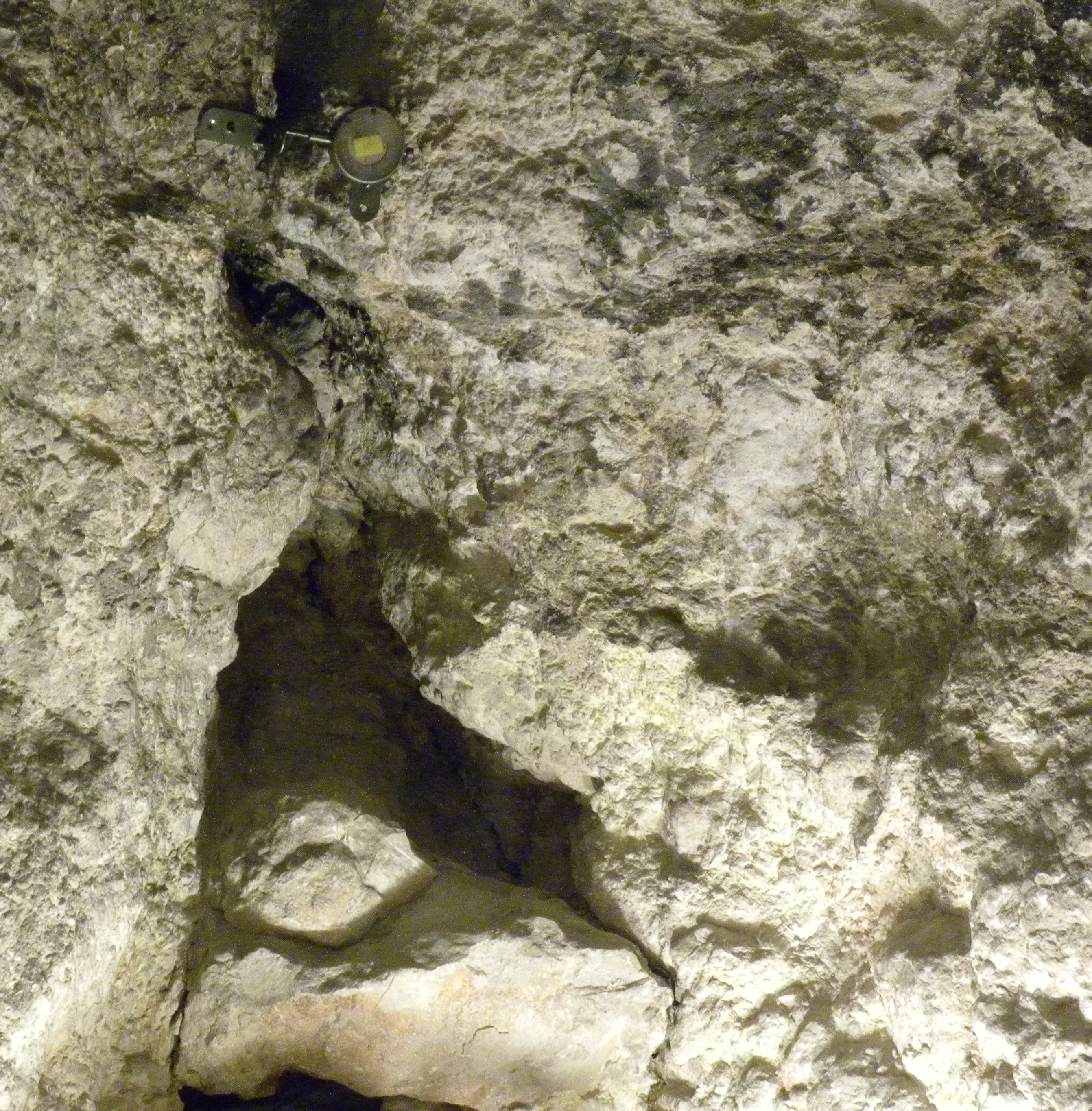
Piedra natural del Calvario en la parte baja de la Capilla de Adán.

Durante los trabajos de restauración y las excavaciones de 1973 a 1978 en la iglesia del Santo Sepulcro y bajo el cercano Muristán, se confirmó que el área había sido originalmente una cantera, de donde se sacaba una piedra caliza blanca llamada meleke; subsisten partes de la cantera al noreste de la capilla de Santa Helena que son accesibles desde el interior de la misma (obteniendo permiso). Dentro de la iglesia hay una roca, de unos 7 metros de largo por 3 metros de ancho y 4,85 metros de alto, que tradicionalmente se ha creído que es el único resto visible del Gólgota; el diseño de la iglesia contiene la parte superior de la roca, mientras que lo que hay debajo es conocido como la tumba de Adán. Virgilio Canio Corbo, un arqueólogo y sacerdote franciscano, presente en las excavaciones, sugirió que la pequeña colina (que continúa existiendo) podría haber parecido un cráneo.
Durante una reparación del suelo de la Capilla del Calvario, realizada por el historiador del arte George Lavas y el arquitecto Theo Mitropoulos, se descubrió en la roca una muesca redondeada parcialmente abierta por un lado (Lavas atribuye el lado abierto a un daño accidental durante la reparación); aunque la fecha de la muesca es incierta y podría datar de la época del templo de Afrodita de Adriano, Lavas sugiere que podría ser el lugar de la crucifixión y lo suficientemente resistente como para sostener en ese sitio un tronco de madera de 2,5 metros (entre otras cosas). El mismo trabajo de restauración también reveló una grieta en la roca, que continúa abajo hacia la Capilla de Adán; los arqueólogos creen que la grieta fue causada por los trabajadores de la cantera.
Hay varias reconstrucciones del perfil de la pared rocosa basadas en las excavaciones de finales del siglo XX. Estas a menudo intentan mostrar el lugar tal y como debió ser en tiempos de Constantino. No obstante, como el nivel del suelo en los tiempos romanos estaba en torno a los 1,2-1,5 metros por debajo de la superficie actual, buena parte de la roca de la ladera fue retirada antes de que Constantino construyera la basílica en ese lugar. La parte rocosa del Gólgota finalizaba a más altura que la base del templo, por lo que habría sido claramente visible. La razón por la que no se derribó la parte rocosa saliente en los tiempos de Adriano es incierta, pero Virgilio Corbo sugiere que hubo una estatua colocada ahí, probablemente de Afrodita. Esta hipótesis también fue realizada por Jerome. Algunos arqueólogos han sugerido que antes del templo de tiempos de Adriano, la elevación rocosa había sido un nefesh, que es como se llama a un monumento funerario judío similar a una lápida.

## Peregrinación a la iglesia de Constantino
La obra Itinerarium Burdigalense se refiere al Gólgota en el año 329: "A mano izquierda se encuentra la pequeña colina del Gólgota donde el Señor fue crucificado. A un tiro de piedra de allí hay una bóveda [cripta] en donde se puso su cuerpo, y donde resucitó al tercer día. Allí, en la actualidad, por mandato del emperador Constantino, se ha construido una basílica, es decir, una iglesia de maravillosa belleza". Cirilo de Jerusalén, un reputado teólogo de la Iglesia primitiva, fue un testigo presencial de los primeros tiempos del edificio de Constantino, escribió acerca del Gólgota en ocho capítulos, ya que se encontraba en el entorno donde él y sus oyentes se reunían: "El Gólgota, la colina sagrada que se encuentra sobre nosotros aquí, nos aporta un testimonio con verla, así como la piedra que descansa aquí desde ese día". La peregrina Egeria habló del Gólgota en el 383: "[...] la iglesia, construida por Constantino, se encuentra situada en el Gólgota [...]". También el obispo Euquerio de Lyon escribió al presbítero Faustus en el 440: "El Gólgota está situado a mitad de camino entre el Anastasis y el Martyrium, el lugar de la pasión de Cristo, en donde aún se aprecia la roca que una vez sostuvo la cruz en la que estuvo el Señor". Breviarius de Hierosolyma escribió en el 530: "Desde aquí [en medio de la basílica], se entra en el Gólgota, donde hay un gran patio donde el Señor fue crucificado. La colina está totalmente cubierta de láminas de plata." También pueden encontrarse referencias sobre el templo de Constantino en la obra de Eusebio de Cesarea del 338.

## Localizaciones alternativas

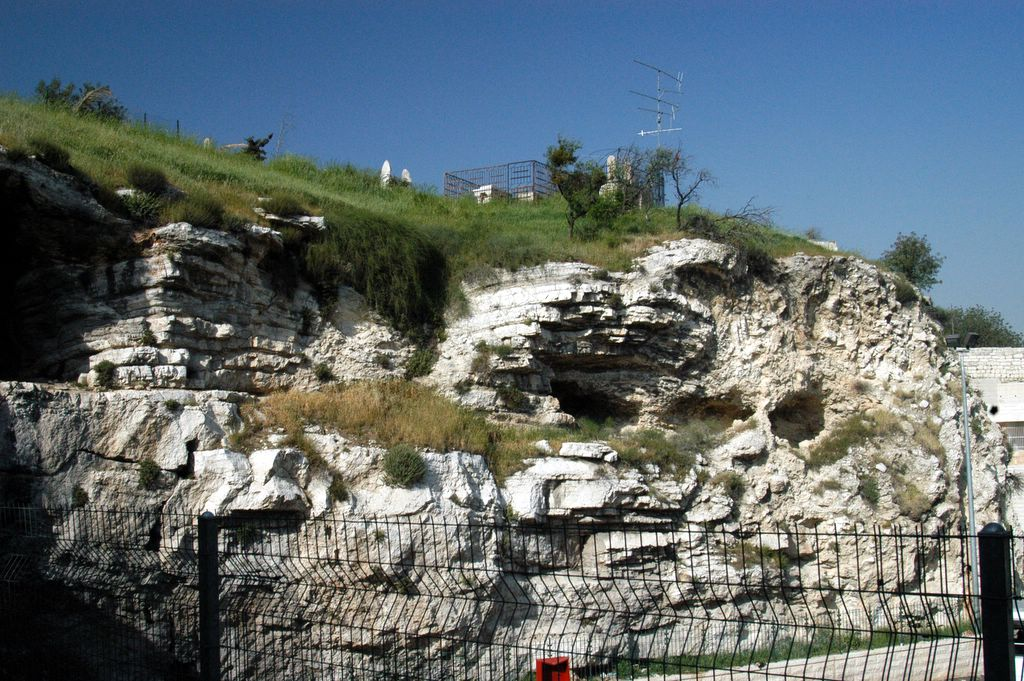
Ladera rocosa parecida a una calavera, al noroeste de la iglesia de Santo Sepulcro y cerca de la Tumba del Jardín, en Jerusalén.

La localización tradicional del Calvario no ha sido totalmente aceptada. En 1842, un teólogo y académico de temas bíblicos de Dresde, llamado Otto Thenius, se basó en las investigaciones de Edward Robinson para publicar una hipótesis que indicaba que la loma rocosa que hay a las afueras de la Puerta de Damasco era el Gólgota bíblico. Entre 1882-1883, el mayor general Charles George Gordon suscribió esta teoría, por lo que este lugar ha sido llamado también el Calvario de Gordon. La localización, llamada normalmente en la actualidad Skull Hill (Colina de la Calavera en inglés) tiene en su parte inferior un acantilado con dos grandes agujeros, que Gordon pensó que se parecían a los ojos de un cráneo. Él, y otros antes que él, han considerado que esa es la razón por la cual fue conocido como Gólgota (que significa calavera).
Cerca del Calvario de Gordon hay una antigua tumba excavada en la roca conocida hoy como la Tumba del Jardín. Gordon propuso que esa era la tumba de Jesús. La Tumba del jardín contiene varios lugares de sepultura. El arqueólogo Gabriel Barkay cree que la tumba data del siglo VII a. C. y que estuvo abandonada en el siglo I. Eusebio de Cesarea dijo que el Gólgota se encontraba en sus tiempos (el siglo IV d. C.) "al norte del Monte Sion".  Aunque el término Monte Sion había sido usado previamente para referirse al Monte del Templo, el historiador judío del siglo I Flavio Josefo, que conoció Jerusalén antes de la destrucción de los romanos del año 70, dijo que se consideraba entonces que el Monte Sion era la Colina Occidental (lo que actualmente se afirma también del Monte Sion) lo que lo sitúa al sur tanto de la Tumba del Jardín como de la iglesia del Santo Sepulcro.
Rodger Dusatko, un misionero de Alemania, propuso otra localizaciónː que el Gólgota está frente a la Puerta del León. Los evangelios de Mateo, Marcos y Lucas dan testimonio de que, cuando Jesús murió, el velo del templo se rajó. Los primeros evangelios en arameo, el Diatessaron de Taciano y los Padres de la Iglesia atestiguan que el velo de la entrada del templo se rajó, pero no el velo que había en el interior en el Sanctasanctórum. Como el templo estaba orientado al este, el velo o cortina habría estado a la vista de aquellos que se encontrasen en ese monte, que está situado en la esquina noreste del Monte del Templo, justo a las afueras de la muralla de la ciudad. Y para dar testimonio de que la cortina se rajó en el momento en que Jesús murió, tendrían que haber sido testigos visuales.  El Evangelio de Juan se refiere al Gólgota como un lugar muy cercano a la ciudad, para que todos los que pasasen pudieran leer la inscripción en la cruz del condenado (Juan 19:20). Si se tiene en cuenta la profecía de Salmos 69:12, el lugar de la crucifixión podría haber estado tan cerca de una puerta de la ciudad que Jesús podría haber oído a la gente hablando de él.
Y Eusebio comenta sobre el Gólgota en su Onomasticon que el Gólgota estaba justo al salir de Jerusalén, al norte del antiguo Monte Sion, por lo que esa colina encaja en la descripción.

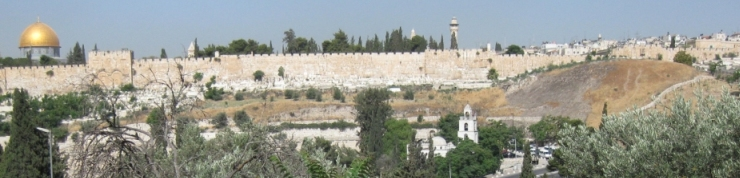
La colina que se encuentra 200 metros al noreste de donde estaba la entrada del Templo.

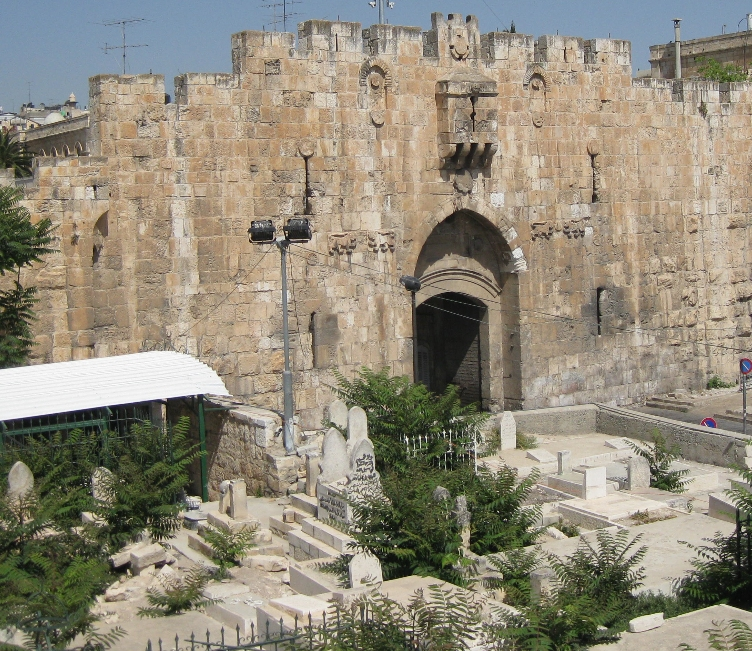
Vista de la Puerta del León desde la cima del monte considerado por algunos como el Gólgota. Esta es la localización de la primitiva Puerta del Cordero, cerca de los cuarteles romanos de Jerusalén. La calle Vía Dolorosa llevaba hasta esta puerta (Nehemías 3:1-32 y Juan 5:2).
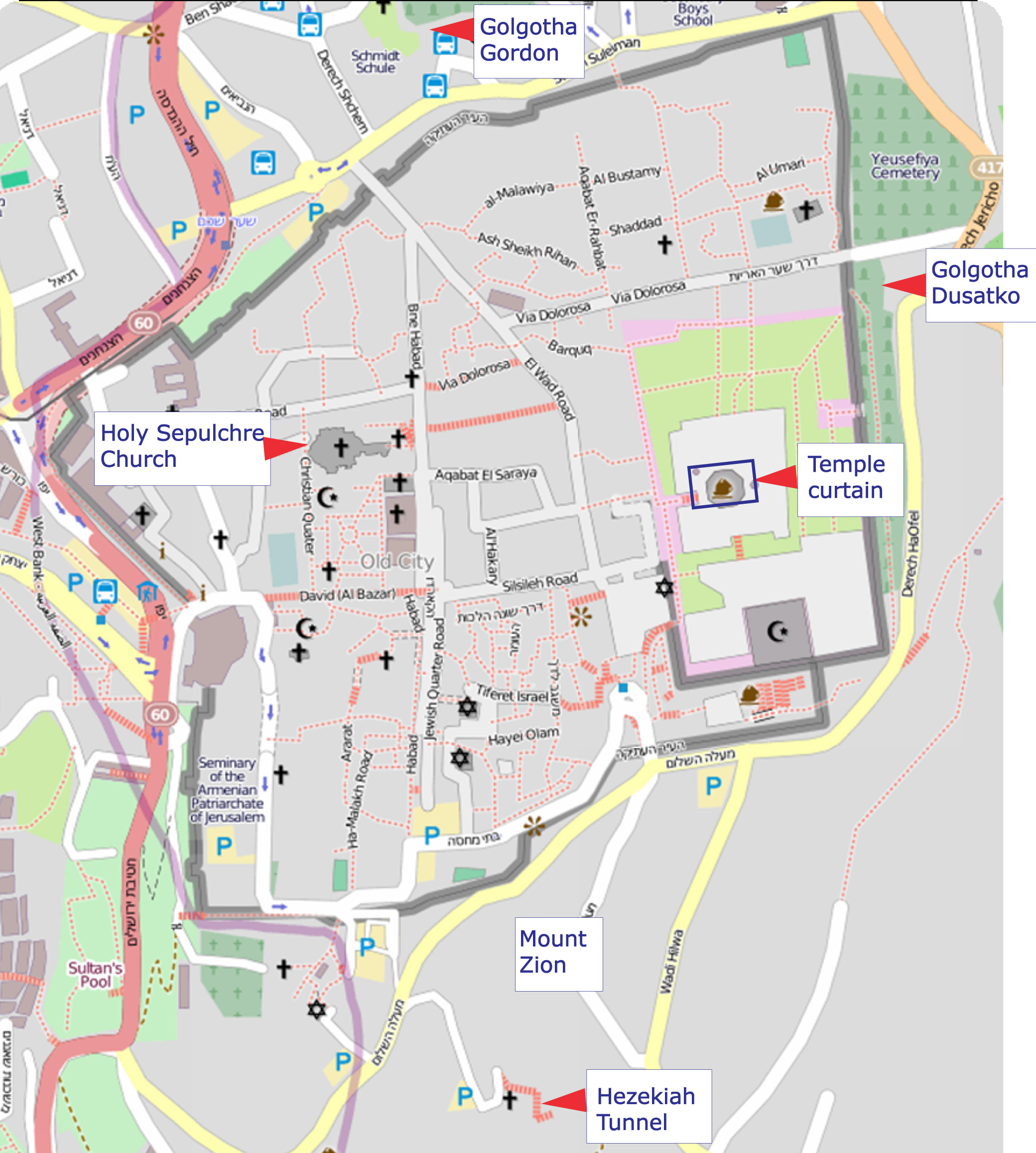
Mapa que señala las otras posibles localizaciones del Gólgota. Antiguamente, la muralla sur de la ciudad llegaba hasta el Túnel de Ezequías.